# 科琳娜·祖特尔
科琳娜·祖特尔（德語：Corinne Suter，1994年9月28日—）来自施维茨，是一名瑞士女子高山滑雪运动员，所属俱乐部是施维茨滑雪俱乐部。她在四岁时跟随她的三个哥哥练习滑雪。2011年11月，她完成了个人的世界杯分站赛首秀。